# Dyscophus
Dyscophus is een geslacht van kikkers uit de familie smalbekkikkers (Microhylidae) en de onderfamilie dove kikkers (Dyscophinae). De groep werd voor het eerst wetenschappelijk beschreven door Alfred Grandidier in 1872. Later werd abusievelijk de wetenschappelijke naam Discophus gebruikt.
Het geslacht wordt vertegenwoordigd door drie soorten, die leven in delen van Afrika en endemisch voorkomen op het eiland Madagaskar.

## Taxonomie
Geslacht Dyscophus
- Soort Dyscophus antongilii – Tomaatkikker
- Soort Dyscophus guineti
- Soort Dyscophus insularis